# Амр I
Амр I ибн Ади (ум. между 302 и 305 годами) — первый царь (малик) государства Лахмидов, получивший власть над иракскими арабами Хиры между 266 и 272 годами после ухода предводителя танухитов Джазимы в Сирию. Основатель династии Лахмидов, находившейся в вассальной зависимости от империи Сасанидов.

## Происхождение
Многие детали биографии Амра легендарны и/или вымышлены более поздними авторами. По словам историка Шарля Пеллата, достоверность и реальность существования данного правителя является настолько размытым понятием, что во многих легендах стали использовать его имя для установления событий, которые были смещены со своей изначальной хронологии.
Согласно мусульманским авторам, Амр I был сыном Ади из племени Нумара, входившего в кахтанитский племенной союз Лахм. Ади состоял на службе у Джазимы, вождя арабов-танухитов, осевших на территории Ирака. Ади вступил в любовную связь с Ракаш, сестрой Джазимы, и добился у него разрешения на брак с ней, воспользовавшись тем, что Джазима захмелел на пиру. Протрезвев, Джазима отменил разрешение и приказал казнить Ади. Достоверно не известно, был ли Ади казнён или сумел бежать, однако вскоре Ракаш родила мальчика, получившего имя Амр.
Мусульманские авторы считали Ади, отца Амра I, сыном Насра ибн Рабиа из племени Нумара, который во главе своего рода вместе с танухитами переселился в Ирак, где царь Шапур позволил ему поселиться в Хире.

## Правление
Ещё в детстве Амр неожиданно исчез, однако через какое-то время, благодаря некоему счастливому случаю, вернулся к Джазиме. Отправившись в Сирию, Джазима передал управление Амру, а командование войском поручил некоему Амру ибн Абди-ль-Джинну аль-Джарми. После гибели Джазимы началась борьба за власть между Амром ибн Ади и Амром аль-Джарми. Амру ибн Ади удалось привлечь на свою сторону большую часть войска и Амру аль-Джарми пришлось покориться. Это произошло в период, когда Пальмирой фактически управляла Зенобия, то есть между 266 или 267 и 272 годами.
Несмотря на то, что Амр ибн Ади содействовал своими советами отправке Джазимы в Сирию, что не могло понравиться сасанидскому шахиншаху Шапуру I, от которого танухиты находились в вассальной зависимости, Шапур не препятствовал приходу Амра к власти над арабами Ирака. Сохранилось крайне мало свидетельств о взаимоотношениях Амра I с сасанидскими царями; судя по всему, ему удавалось сохранять нормальные отношения с преемниками Шапура I. В надписи шахиншаха Нарсе, повествующей о его восхождении на престол в 293 году, помимо прочих, упоминается и «царь Амр аль-Лахми», отождествляемый с Амром I. В указанной надписи Амр ибн Ади ещё не имеет персидского титула «царя арабов», который впоследствии был дарован его наследнику Имру-ль-Кайсу I.
Амр ибн Ади первым из лахмидских правителей сделал столицей своего государства город Хиру, где со времён шахиншаха Ардашира I находились сасанидские гарнизон и наместник (марзбан). При Шапуре I власть Сасанидов над Хирой ещё более укрепилась, таким образом, племенной союз арабов-танухитов в Хире и возглавлявший его Амр I в рассматриваемый период фактически находились под надзором сасанидской военной администрации. Сасаниды признавали власть Амра ибн Ади, однако не давали ему титула «царя арабов», сохраняя прочный контроль над занимаемой танухитами областью Хиры.
Другое возможное письменное упоминание об Амр I содержится в одном из манихейских текстов, где говорится о том, что в период преследования манихеев в империи Сасанидов они обратились за покровительством к некоему царю Амаро, прося его написать шахиншаху письмо в их защиту. Амаро написал шахиншаху Нарсе и гонения на манихеев утихли, однако после последовавшей вскоре после этого смерти Нарсе возобновились с прежней силой. Нужно заметить, что отождествление царя Амаро с Амром ибн Ади не может быть признано однозначным и говорить о том, что лахмид Амр I обращался к Нарсе с письмом в защиту манихеев можно лишь с определённой долей вероятности. На протяжении истории государства Лахмидов представители гонимых религиозных общин неоднократно находили убежище в Хире, пользуясь религиозной терпимостью лахмидских царей. Вполне возможно, что Амр I не поддерживал кампанию преследования манихеев и даже мог выступить в их защиту.
Амр ибн Ади умер между 302 и 305 годами после более чем тридцатилетнего правления. Преемником Амра I ибн Ади стал его сын Имру-ль-Кайс I, первым из Лахмидов получивший от сасанидского шахиншаха право наследственной власти, тиару наместника и титул «царя арабов». Согласно данным Ибн Кутайбы и аль-Якуби, параллельно или совместно с Имру-ль-Кайсом к власти над государством Лахмидов пришёл и другой сын Амра I — аль-Харис.